# Blocc Is Hot
Blocc Is Hot è un singolo del rapper statunitense NLE Choppa, pubblicato il 3 maggio 2019 su etichetta NLE Choppa Entertainment.

## Tracce
1. Blocc Is Hot – 3:08